# Сефер ха-разим

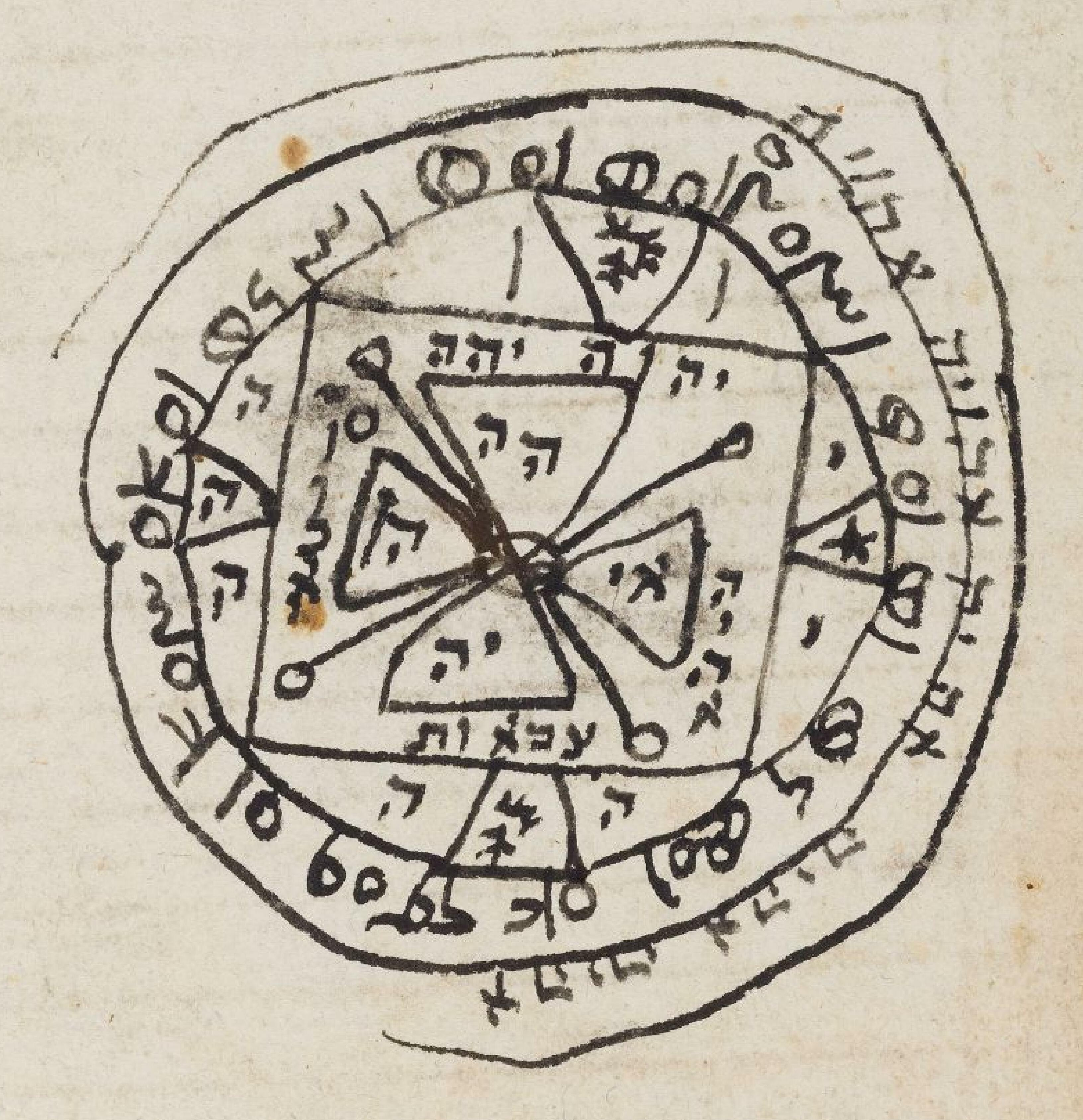

Сефер ха-разим (др.-евр. ספר הרזים‬ — «Книга тайн») — книга по каббале, по преданию переданная Ною ангелом Разиэлем, впоследствии через Авраама и Моисея доставшаяся царю Соломону, для которого якобы служила источником мудрости, и возможно магических сил.
Книга отлична от Сефер Разиэль ха-малах, по преданию данной Адаму тем же самым ангелом.
Книга предположительно составлена в Палестине, и являет собой компиляцию из утраченных первоисточников еврейской магической традиции, например призывы ангелов, для выполнения сверхъестественных действий.
«Сефер ха-разим» находится под значительным влиянием гностицизма, и очень близка к греко-египетским магическим текстам первых веков нашей эры. Наряду с некоторыми другими работами каббалы, она в лучшем случае неортодоксальна, а в худшем — еретична с точки зрения классического иудаизма. К примеру, в то время как еврейские законы о чистоте пищи — часть иудаистической религиозной традиции,  запрещают собирать в сосуд с водой кровь, вытекшую при забое, Сефер ха-разим содержит пассажи, предлагающие приготовить пироги, замешанные на крови белого петуха, собранной при забое в сосуд с водой . Более того, многие магические действия, описанные в книге, являются прямым нарушением основных запретов иудаизма. Среди них - обращение к мертвым, принесение жертв, возлияний и воскурений ангелам и духам и даже молитва богу солнца Гелиосу.

## Обнаружение
Текст был заново открыт в XX веке Мордехаем Маргалиотом, еврейским ученым, посещавшим Оксфордский университет в 1963 году; используя фрагменты, найденные в Каирской генизе, он выдвинул гипотезу, что несколько фрагментов еврейской магической литературы имели общий источник. Будучи уверен, что сможет восстановить этот общий источник М. Маргалиот опубликовал в 1966 году результат своих исследований — реконструированный Сефер ха-Разим.
Первый английский перевод книги был выполнен Майклом А. Морганом в 1983 году (книга находилась в печати, по состоянию на лето 2007 года).
Новое научное издание важнейших списков, рукописей, включая еврейские и еврейско-арабские фрагменты из различных гениз, а также латинский перевод XIII столетия, было подготовлено Биллом Ребиджером и Петером Шефером в 2009, и сопровождается переводом и комментариями на немецком языке.

## Датировка
Маргалиот относит первоначальный текст к началу IV или концу III века н. э.. Датировка Маргалиота считается общепринятой; известное исключение — Итамар Грюнвальд, датирующий текст VI или VII столетием новой эры. Тем не менее ясно, что этот текст предшествует другим каббалистическим текстам, в том числе Книге Зогар (XIII век н. э.), Книге Бахир (XIII век н. э.) и возможно Сефер Йецира (датируется IV веком н. э.).
Исследователями выделяются определенные текстовые особенности, подтверждающие раннюю датировку, в частности «римские признаки в 1:27-28, [которые] дают terminus a quo 297 год».

## Структура и содержание
Книга разделена на семь разделов, не считая предисловия. Каждый из семи разделов содержит перечень ангелов (более 700 ангелов) и инструкции для выполнения одного или нескольких магических обрядов; помимо прочего содержит тексты, схожие с философско-мистическими текстами Хейхалот, а также описание семи небес. Заканчивается хвалебным гимном Богу.
Исследователями отмечаются явные противоречия между ортодоксальным иудаистским учением и неортодоксальными действиями (ритуалами) книги; книга, по всей видимости, редактировалась раввинистскими писцами, но элементы т. н. «народной религии», содержащиеся в книге, более или менее нетронуты переписчиками.
Некоторые из ритуалов Сефер ха-разим направлены на целительство, пророчество, нападение на врага, а также в целях получения удачи. Уделяется внимание символике числа семь, значению божественных имен, симпатической магии.